# The Lord of the Rings: Aragorn’s Quest
The Lord of the Rings: Aragorn’s Quest (рус. Властели́н коле́ц: Поруче́ние Араго́рна) — видеоигра в жанре квеста и экшена от третьего лица, которую разработала компания Headstrong Games для Wii и компания TT Fusion для Nintendo DS, PlayStation 2 и PlayStation Portable. Это первая игра по миру «Властелина колец», которая будет выпущена компанией Warner Bros. Interactive, получившей права на использование лицензии «Властелин колец» от Electronic Arts.
Игровая адаптация опирается на сюжет, изложенный в кинотрилогии Питера Джексона (отличается от книжного сюжета Дж. Р. Р. Толкиена). Содержание игры преподносится в качестве повествовательного нарратива от лица Сэмуайза Гэмджи, который рассказывает своим детям сюжетную линию Арагорна в ходе Войны Кольца. Само повествование ведётся в 15 году 4 эпохи.
Игра ориентирована на более молодую аудиторию, имеет адаптированный упрощённый сюжет и геймплей, низкий уровень жестокости.

## Игровой процесс

### Версии для Play Station 3
«Квест Арагорна» — приключенческая экшн игра от первого лица. Игровой процесс разделён на две отдельных сюжетных линии. 
- Сюжетная линия Фродо Гэмджи (сын Сэмуайза)
- Сюжетная линия Арагорна (основная линия)

Действия сюжетной линии Арагорна, излагаемой Сэмуайзом, происходят на восьми уровнях с множеством основных и дополнительных заданий. Основными элементами боевой системы являются пять приёмов: удар снизу вверх, сверху вниз, слева направо , справа налево и колющий удар или джеб. С развитием персонажа появляются дополнительные возможности усиленного удара и комбинаций ударов. Прогресс уровня Арагорна напрямую зависит отпрогресса Фродо из побочной сюжетной линии. 
В режиме «совместной игры» второй игрок имеет возможность управлять Гендальфом в основной сюжетной линии и сестрой Фродо Гэмджи — Эланорой, в побочной сюжетной линии.
В ходе игры игрока сопровождают NPC, обладающие относительной свободой действий и принимающие решения на основании внутриигрового ИИ. У игрока есть возможность улучшать характеристики их брони и оружия, изучать для них дополнительные способности.

### Версии для Play Station 2
В версии для PS 2 существует ряд отличий от версии для PS 3. 
- Отсутствует режим игры для второго игрока
- Дополнительная локация «Карадрас»
- Дополнительная локация «Врата Эребора»

## Сюжет игры
Действия игры происходят в 15-м году 4-й эпохи. Избранный мэром Шира, Сэмуайз Гэмджи в ожидании прибытия своего друга и короля Гондора — Арагорна, рассказывает своим детям (Эланор, Мэрри, Пиппин, Фродо) о событиях Войны Кольца. На протяжении рассказа, Фродо Гэмджи помогает отцу подготовиться к праздничному приёму гостей.
Нарратив повторяет в своей сути повествовательную канву кино-адаптации, однако при этом является  её  упрощённой  и сокращённой  версией. Арагорн встречается с хоббитами и ведёт их в Ривендел, по дороге сталкиваясь с сопротивлением со стороны Назгулов. Фродо получает ранение в ходе схватки, но, не смотря на трудности, они добираются до места назначения. В ходе совета Свободных народов Средиземья принимается решение уничтожить Кольцо Всевластья, сбросив его в жерло Роковой Горы. Собранный отряд выдвигается в путь, преодолевая препятствия и неся потери, разделяясь и воссоединяясь в конце пути. По окончании рассказа действия переносятся обратно в Шир, где происходит долгожданная встреча старых друзей — Арагорна и Сэмуайза.

## Разработка
Первое упоминание об игре появляется в публикации ESA от 20 мая 2009 года. Официальный анонс состоялся 27 мая того же года. Показ демоверсии с наработками различных уровней состоялся 3 июня 2009 года.

## Отзывы
| Сводный рейтинг | Сводный рейтинг |
| Агрегатор       | Оценка          |
| --------------- | --------------- |
| GameRankings    | 58,05 %         |

Игра получила средние оценки. Версия для PS 3  получила 58/100 баллов на Metacritic. Игровой журналист Крейг Харрис оценил её в 6/10 баллов.